# Juan "Chi-Chi" Rodríguez
Juan "Chi-Chi" Rodríguez, född 23 oktober 1935 i Rio Piedras i San Juan, Puerto Rico, död 8 augusti 2024 i Clearwater, Florida, var en puertoricansk golfspelare, den förste som valdes in i World Golf Hall of Fame.
Rodríguez föddes i en fattig familj där han hade fem syskon. Hans far var arbetare och bomullshandlare. När Rodrígez var sju år gammal hjälpte han familjen att tjäna pengar genom att bära vatten på en sockerplantage. En dag gick han över till en närliggande golfbana och när han fick veta att de caddies som arbetade där tjänade mer pengar än han bestämde han sig för att själv bli caddie.
Ibland gick Rodríguez till en närliggande basebollarena där han grävde ett hål i marken och stoppade ner en tom burk. Han tog en gren från ett träd och gjorde en golfklubba av den och med en baseboll som golfboll tränade han på det han hade sett riktiga golfspelare göra. När han var nio år gammal hade han lärt sig mycket om spelet och när han var tolv år gick han en 18-hålsrunda på 67 slag.
1954, då Rodríguez var 19 år gammal, tog han värvning i den amerikanska armén. Under sin lediga tid besökte han närliggande golfbanor där han fortsatte att utveckla sitt spel.
Rodríguez blev professionell 1960. 1963, då han var 28 år gammal, vann han Denver Open vilket han själv betraktar som sin största seger. Totalt vann han åtta tävlingar mellan 1963 och 1979 på den amerikanska PGA-touren.
Under en period lade Rodríguez sin hatt över hålet då han hade gjort en birdie eller en eagle men när han hörde att andra spelare inte uppskattade det så började han med en toreadordans där han låtsades att bollen var en tjur och att hans putter var ett svärd. Rodríguez representerade Puerto Rico World Cup 12 gånger. 1986 fick han ta emot utmärkelsen Hispanic Recognition Award och 1988 utsågs han till Replica's Hispanic Man of the Year.
Rodríguez var kvalificerad för att spela på PGA Senior Tour 1985 där han gjorde stor succé och vann 22 tävlingar mellan 1986 och 1993. Han var den förste spelare på seniortouren som vann samma tävling tre år i rad och han satte rekord på touren då han gjorde åtta birdies i rad då han vann Silver Page Classic 1987. 1992 valdes Juan "Chi-Chi" Rodríguez in i World Golf Hall of Fame.
Vid ett tillfälle mötte han Moder Teresa, vilket han själv anser är det största ögonblicket i sitt liv eftersom det inspirerade honom att hjälpa andra människor. Rodríguez, den tidigare proffsgolfaren Bill Hayes och Bob Jones grundade "Chi-Chi Rodríguez Youth Foundation", ett program på den kommunala banan Glen Oaks Golf Course i Clearwater i Florida som har som huvudidé att uppmuntra unga människor som har utsatts för övergrepp, har kommit i kontakt med brottslighet eller andra svårigheter. Under programmet får ungdomarna lära sig att spela golf och att utföra banskötsel samt hur de ska klara sig vidare i livet.

## Meriter

### PGA-segrar
- 1963 Denver Open Invitational
- 1964 Lucky International Open, Western Open
- 1967 Texas Open Invitational
- 1968 Sahara Invitational
- 1972 Byron Nelson Golf Classic
- 1973 Greater Greensboro Open
- 1979 Tallahassee Open.

### Segrar på Champions Tour
- 1986 Senior Tournament Players Championship,  Digital Seniors Classic,  United Virgina Bank Seniors
- 1987 General Foods PGA Seniors' Championship,  Vantage At The Dominion,  United Hospitals Senior Golf Championship,  Silver Pages Classic,  Senior Players Reunion Pro-Am,  Digital Seniors Classic,  GTE Northwest Classic
- 1988 Doug Sanders Kingwood Celebrity Classic,  Digital Seniors Classic
- 1989 Crestar Classic
- 1990 Las Vegas Senior Classic,  Ameritech Senior Open,  Sunwest-Charley Pride Classic
- 1991 GTE West Classic,  Vintage Arco Invitational,  Las Vegas Senior Classic,  Murata Reunion Pro-Am
- 1992 Ko Olina Senior Invitational
- 1993 Burnet Senior Classic

### Övriga segrar
- 1976 Pepsi Mixed Team Championship [med JoAnn Washam]
- 1979 Bahamas Open
- 1988 Senior Skins Game
- 1989 Senior Skins Game